# 2003년 KIA 타이거즈 시즌
2003년 KIA 타이거즈 시즌은 KIA 타이거즈가 KBO 리그에 참가한 3번째 시즌으로, 해태 타이거즈 시절까지 합하면 22번째 시즌이다. 김성한 감독이 팀을 이끈 3번째 시즌으로, 팀은 개막 8연승으로 시즌을 시작했고, 2년 연속 정규시즌 2위를 기록하며 포스트시즌에 진출했다. 그러나 전년도에 이어 또다시 좌투수 부재에 시달려  플레이오프에서 SK 와이번스에게 무승 3패로 스윕을 당하며 최종 순위는 3위가 되었고, 전년도 시즌 도중 김상현을 내준 뒤 LG에서 영입한 방동민이  이적한 지 15일도 안 돼 팔꿈치 인대가 찢어지는 부상을 당해 전력에서 이탈한 탓인지 이 해(2003년) 한 경기도 뛰지 못한 것이 컸다.

## 타이틀
- 아시아 야구 선수권 대회 3위: 김성한(코치), 이강철, 김진우, 장성호, 김종국, 이종범
- KBO 골든글러브: 홍세완 (유격수), 이종범 (외야수)
- 매직글러브: 김종국 (2루수), 이종범 (중견수)
- 올스타 선발: 장성호 (1루수), 홍세완 (유격수), 이종범 (외야수)
- 올스타전 추천선수: 리오스, 김상훈, 김종국
- 미스터올스타: 이종범
- 컴투스프로야구 레전드 카드: 홍세완
- 컴투스프로야구 KIA 타이거즈 베스트 라인업: 김진우 (중계투수), 신용운 (중계투수), 장성호 (지명타자)
- 컴투스프로야구2022 타이틀홀더 라인업: 신용운 (구원투수), 이종범 (중견수)
- 컴투스프로야구 00년대 올스타: 홍세완 (유격수)
- 컴투스프로야구 2000년대 KIA 타이거즈 라인업: 신용운 (중계투수), 이강철 (중계투수), 장성호 (1루수), 이종범 (중견수)
- 2루타: 이종범 (43)
- 도루: 이종범 (50)
- 선발등판: 리오스 (30)
- 완봉: 김진우 (2)
- 상대한 타자 수: 리오스 (820)
- 구원승: 신용운 (11)
- 땅볼 유도: 리오스 (239)
- 경기 당 투구 수: 김진우 (112.5)
- 풋아웃: 장성호 (1190)
- 병살 처리: 장성호 (105)

### 퓨처스리그
- 남부리그 출루율: 오우진 (0.445)
- 남부리그 2루타: 오우진 (17)
- 남부리그 4사구: 오우진 (41)

## 선수단
- 선발투수 : 김진우, 리오스, 최상덕, 존슨, 키퍼, 강철민, 이대진
- 구원투수 : 신용운, 이강철, 고우석, 오철민, 이원식, 유동훈, 조태수, 이경원, 곽현희, 오봉옥, 김주철
- 마무리투수 : 진필중, 정원, 가내영
- 포수 : 김상훈, 김지훈, 차일목, 조민철
- 1루수 : 장성호
- 2루수 : 김종국
- 유격수 : 홍세완, 최동락
- 3루수 : 이현곤, 허준, 서동욱
- 좌익수 : 김경언, 신동주, 엄정대, 김인철
- 중견수 : 이종범, 이정상, 김원섭, 장정석
- 우익수 : 박재홍
- 지명타자 : 이재주, 김경진, 오우진, 임준혁, 김주호, 황윤성, 김민철

## 특이 사항
- 존슨은 KBO 리그 역대 최초의 캐나다 국적 선수가 되었다.
- 리오스는 28개의 사구를 허용하여 역대 단일 시즌 최다 사구를 기록한 투수가 되었다.
- 리오스는 원정 경기에서 18개의 사구를 허용하여 KBO 리그 역대 단일 시즌 원정 경기 최다 기록을 세웠다.
- 신용운은 구단 사상 최초로 단일 시즌 10승 10홀드를 달성했다.
- 서동욱은 이 시즌 1군에 데뷔하여 KBO 리그 역대 1군 출전 선수 중 첫 전남과학대학교 출신 타자가 되었다.
- 키퍼는 이 시즌 KBO 리그 역대 단일 시즌 현대 유니콘스 상대 최다 실점(29), 최다 자책점(27) 기록을 세웠다.
- 팀은 롯데 자이언츠를 상대로 2002년 9월 27일부터 이 시즌까지 18연승을 기록하여 KBO 리그 사상 특정 팀 상대 최다 연승을 기록했다.
- 이 시즌 KIA 타이거즈는 롯데 자이언츠를 상대로 17승 1패를 기록해 KBO 리그 역대 단일 시즌 특정 팀 상대 최다승 기록을 세웠다.
- 박충식은 이 시즌을 끝으로 은퇴하여 KBO 리그 통산 1000이닝 미만 투수 중 통산 최다 승(77) 기록을 세웠다.